# IJN Izumo
Az IJN Izumo (japánul 出雲 装甲巡洋艦; átírással Idumo Szókódzsunjókan) a Japán Császári Haditengerészet egy páncélos cirkálója volt. Bár nagyon hasonlított az Aszama-osztályú IJN Aszama és IJN Tokiva hajókra, egy külön osztály, az Izumo vezető hajója volt (ebbe az osztályba tartozott testvérhajója, az IJN Ivate is).
Az 1897-es pénzügyi évben megrendelt hajó 1900 szeptemberében készült el, a második világháború utolsó évében, 1945-ben süllyedt el. Az IJN Izumo a nevét Izumo tartományról, Japán egyik régi tartományáról (amely a mai Simane prefektúra területén terült el) kapta.

## Háttér
Az Izumo egy volt a hat külföldön megrendelt páncélos cirkáló közül, amit az első kínai–japán háború után rendelt a Japán Császári Haditengerészet a Hat-Hat Program (hat csatahajó-hat cirkáló) részeként. Elswickben, az Egyesült Királyságban építették Armstrong Whitworth vezetésével.

## Történet

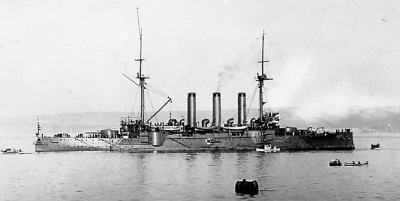
Az Izumo 1902-ben.

Az Izumo fontos szerepet játszott az orosz-japán háborúban, ahol Kamimura Hikonodzsó admirális vezetése alatt a 2. flotta zászlóshajója volt. A Kuril-szigetek és a Szahalin-szigettől a Csuzimai-szorosig őrjáratozott a Cári Orosz Haditengerészet vlagyivosztoki hajórajának keresésében. Az Izumo részt vett az 1904. augusztus 14-i Ulszan melletti és az 1905. május 26-i csuzimai csatában.
1909. május 22-én Iszamu Takesita kapitánysága alatt Szaszebo kikötőjéből Hawaii, Monterrey, Santa Barbara és San Diego érintésével San Franciscóba ment, hogy részt vegyen a város alapításának 140. évfordulója alkalmából rendezett ünnepségeken.
Az első világháborúban az Izumót tengerentúli őrjáratozásokra használták. Máltára küldték, mivel relatívan nagy volt a mérete és alkalmas volt hosszú tengerentúli küldetések végrehajtására. Egy japán rombolószázadot vezetett, és konvojok kíséretében vett részt a Földközi-tengeren.
A háború után az Idzumot egy jokoszukai gyakorló flottába sorozták. Itt számos Indiai-óceáni és dél-amerikai gyakorló küldetésben vett részt. Egy 1919-es haditengerészeti szemlén Taisó császár egy rövid időre a hajó kapitánya lett, és a hajót gyakorló flotta manőverekben vezette. 1921. szeptember 1-jén az Idzumo az első osztályú partvédő hajó feladatot kapta.
A második kínai–japán háború alatt az Izumót a Japán 3. flotta zászlóshajójának nevezték ki. A háború idején, a sanghaji csatában egy tengeralattjáró megtámadta, ám az elsüllyedt mielőtt sérülést okozhatott volna a hajónak. 1937. augusztus 14-én Claire Lee Chennault amerikai tiszt vezetésével a Kínai Légierő megtámadta az Izumót, ám a kínai bombázók a japán hajó helyett az Amerikai Haditengerészet USS Augusta nevű cirkálóját bombázták.
Magas kora ellenére a második világháború alatt új légvédelmi ágyúkkal szerelték fel. 1941. december 8-án Sanghajban az Izumo megadásra kényszerítette az amerikai USS Wake őrhajót és elsüllyesztette a brit HMS Petrel járőrhajót. 1942. július 1-jén 1. osztályú cirkálónak minősítették. A háború többi részében a Japán-tengeren szolgált mint gyakorló hajó. 1945. július 24-én a Hirosima prefektúrabéli Kura légibázisa ellen intézett amerikai légitámadáskor az Izumót elsüllyesztették. 1947-ben a roncsot kiemelték és szétszerelték.